# Kamenný kříž v Kyjanicích
Kamenný kříž v Kyjanicích (nazývaný také Schwarzův kříž) je torzo pískovcového kříže, které se nachází u silnice 441 v zaniklé německé osadě Kyjanice patřící pod vesnici Kozlov v pohoří Oderské vrchy v okrese Olomouc v Olomouckém kraji. Kamenný kříž byl vztyčen v roce 1862 Franzem a Florentinou Schwarczovými, kteří zde provozovali mlynářskou živnost. Kříž je v podstatě jedinou fyzickou památkou na osadu Kyjanice. Je na něm znázorněno tělo ukřižovaného Ježíše Krista a reliéf Panny Marie Sedmibolestné. Kříž je poškozen (chybějící hlava krista, poškrábání, opotřebení povětrnostními podmínkami). Na spodní přední straně je hůře čitelný německý nápis a na spodní zadní straně je hůře čitelný německý nápis zmiňující Franze a Florentinu Schwarz jako donátory.

## Další informace
Po zmenšení rozlohy vojenského újezdu Libavá, se kříž již nenachází ve vojenském prostoru a je veřejnosti celoročně volně přístupný.

## Galerie

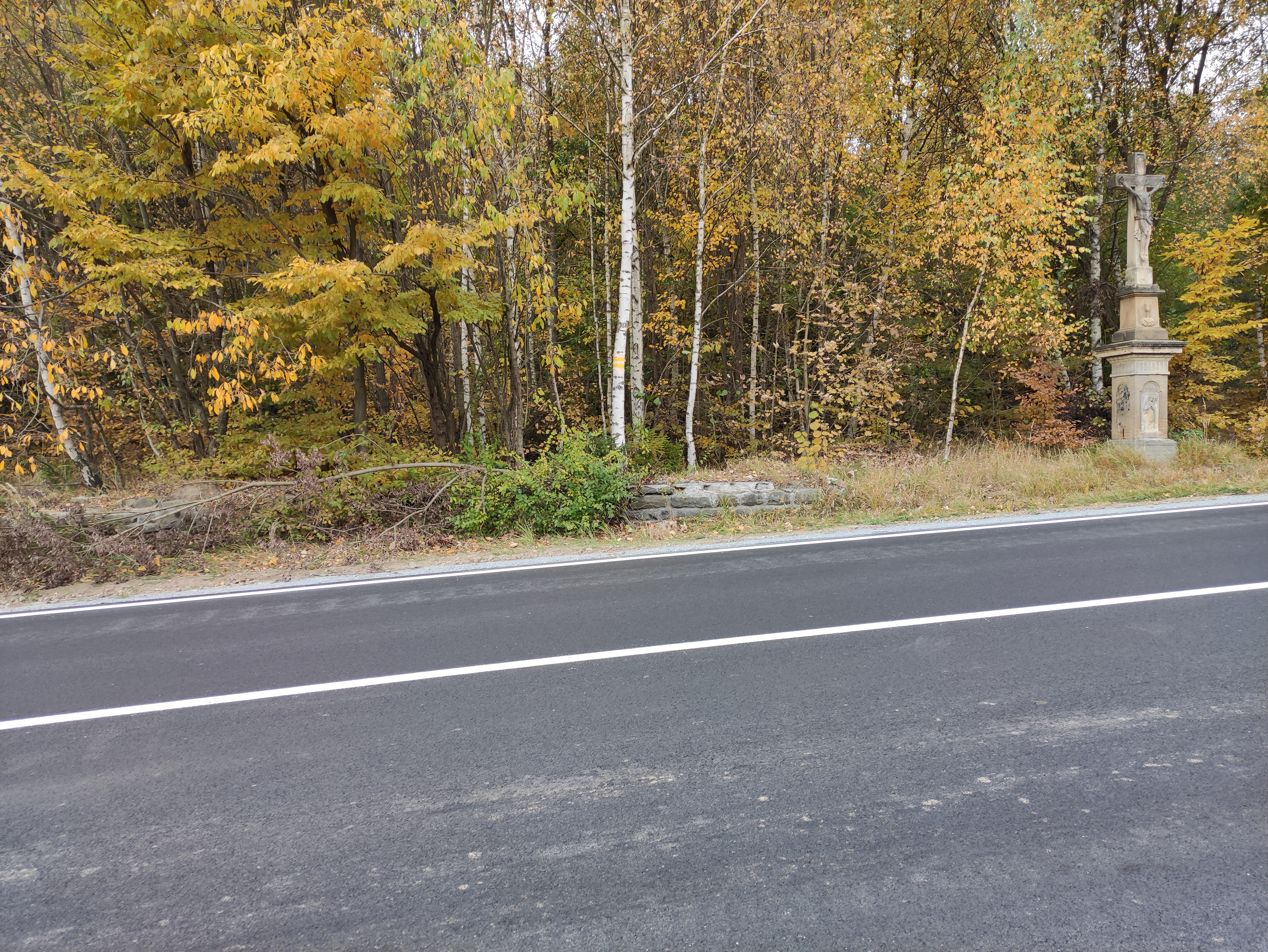
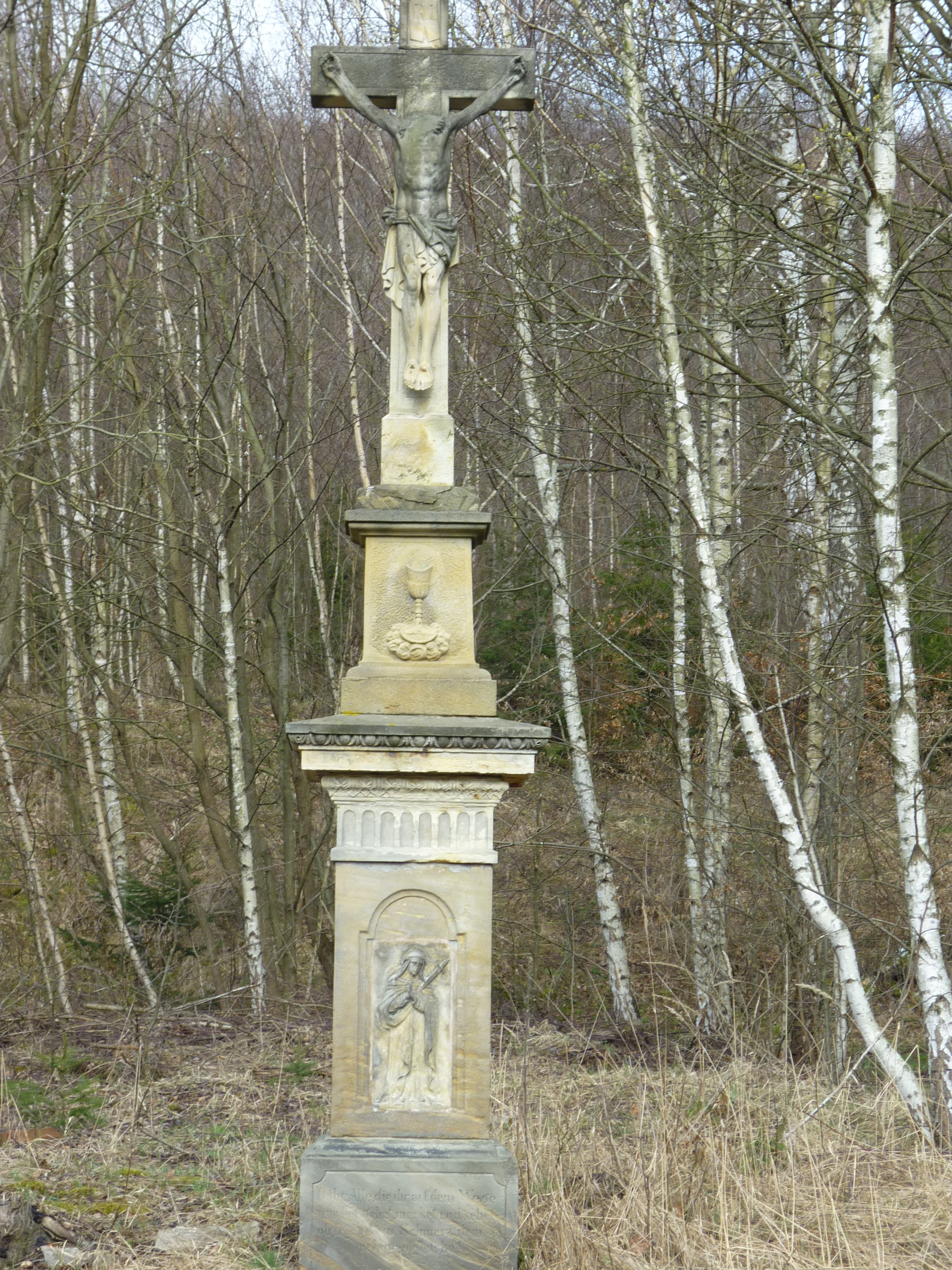
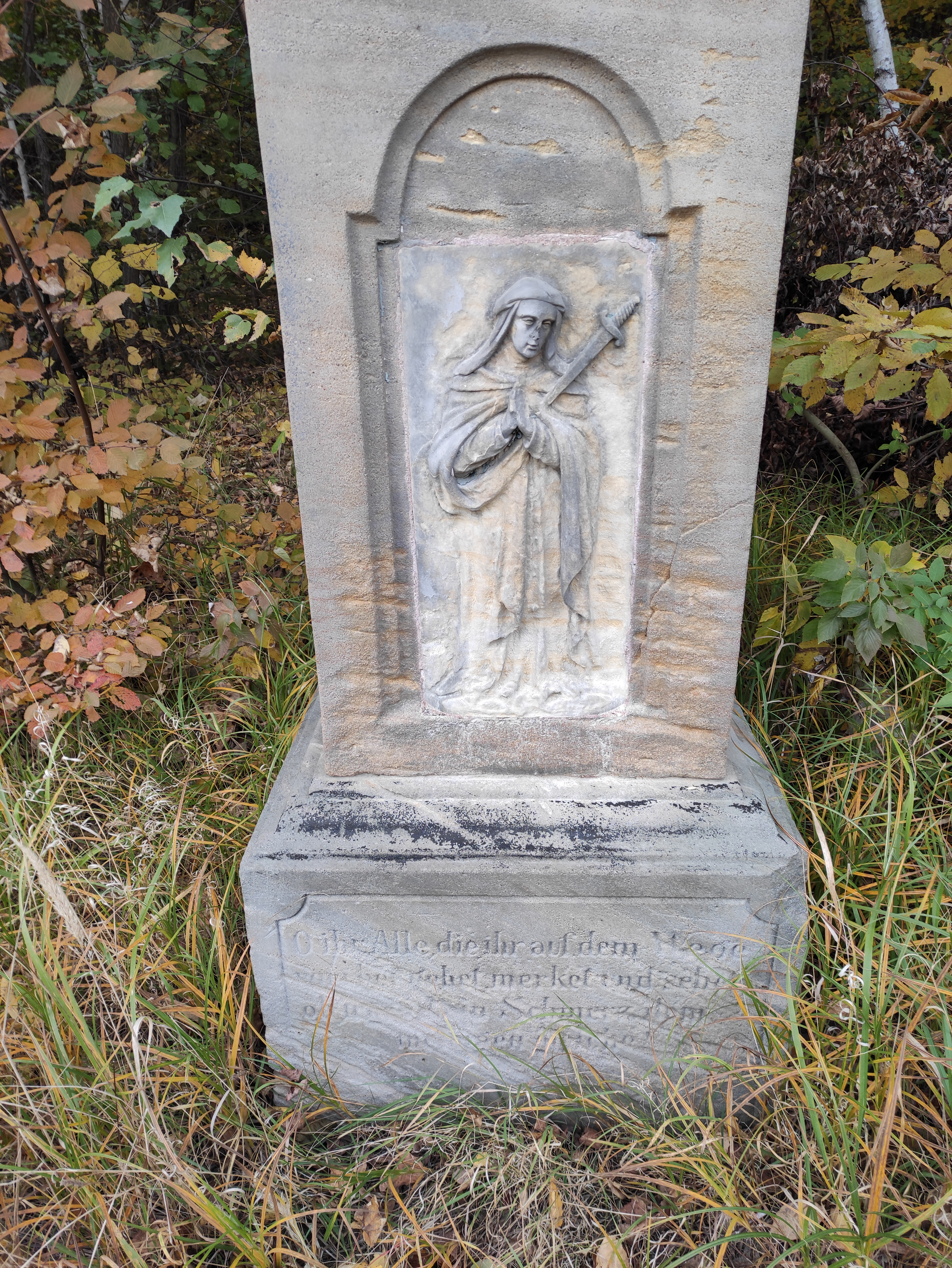
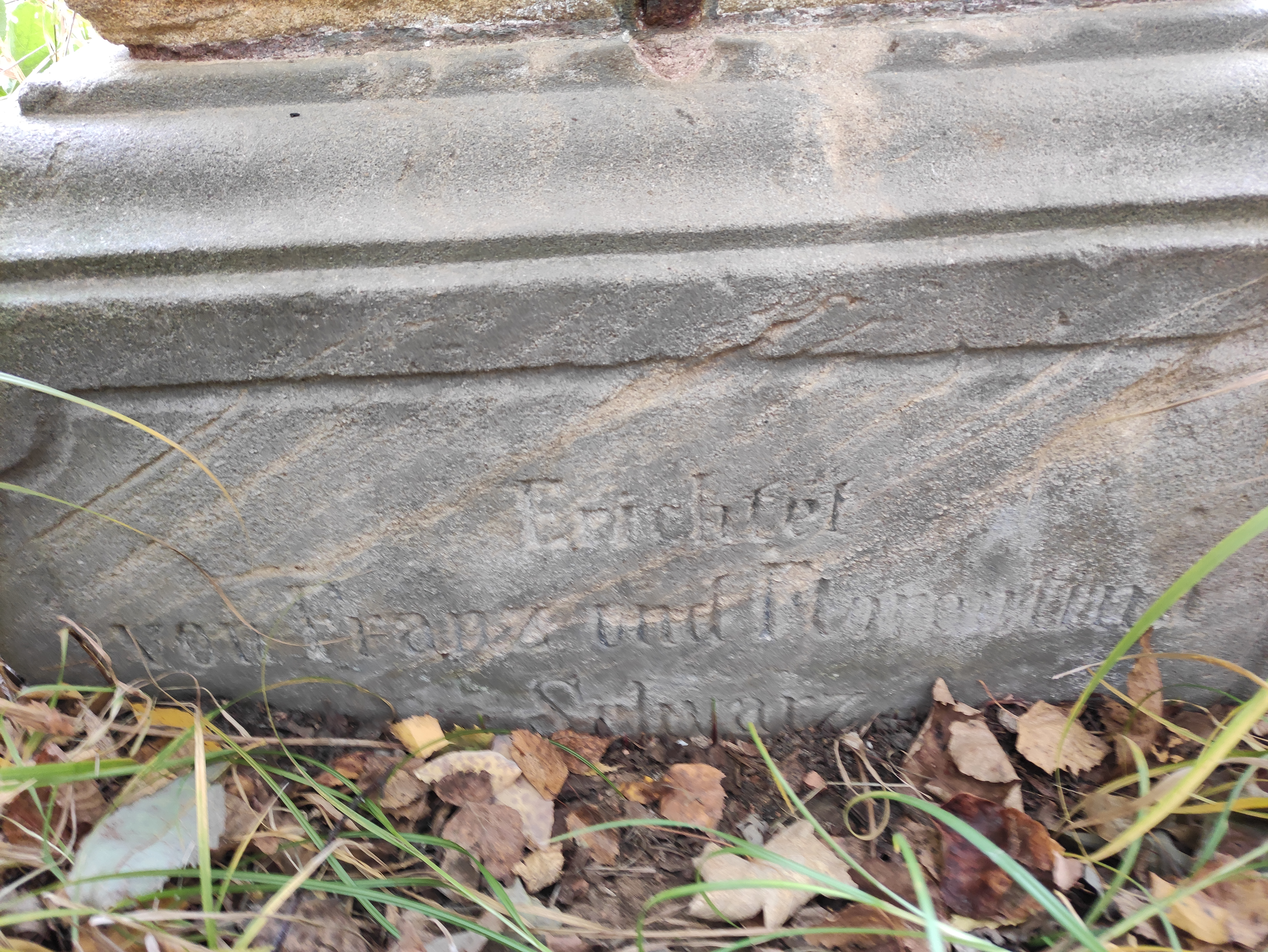